# Centrioncus prodiopsis
Centrioncus prodiopsis är en tvåvingeart som beskrevs av Speiser 1910. Centrioncus prodiopsis ingår i släktet Centrioncus och familjen Diopsidae.
Artens utbredningsområde är Tanzania. Inga underarter finns listade i Catalogue of Life.